# Бардала
Бардала (арап. بردلة) је палестинско село у којем је према подацима из 2006. живело око 1.600 становника. Удаљено је 13 km североисточно од Тубаса и 28 km од Наблуса.

## Историја
Најранији историјски подаци о Бардели потичу из 1500. године старе ере у времену када је градом владао принц Бардавил. У граду је постојала палата посвећена античком владару. Археолошка истраживања показала су да су бунари Барделе најстарији у долини Јордана. Пронађени су остаци неколико цивилизација који су живели на овом подручју. Данашње сеоско становништво углавном чине Арапи из оближњег Тубаса који су из њега емигрирали у потрази за већом обрадивом површином и пашњацима.

## Географија и клима
Бардала се налази на надморској висини од 71 m испод нивоа мора. Простире се на површини од око 20.000 дунума што чини одо 4% укупне површине Губерније Тубас. Градско подручје простире се на око 480 дунума, док је као пољопривредно земљиште класификовано 10.000. Израелска власт запленила је 400 дунума.
Село се налази у топлом климатском појасу са топлим и сувим летима и хладним зимама. Просечна количина падавина је 293 милиметара, а просечна годишња температура је између 21 и 22°C. Просечна влажност ваздуха износи 55%.

## Демографија
Године 1961. у Бардали је живело 367 становника. Услед емиграција популација је 1982. смањена на 271. Само пет година касније становништво се готово удвостручило на 457 мештана. Целокупна популација села чини 3,3% укупног становништва Губерније Тубас.
Према подацима палестинског Државног завода за статистику (ДЗС) у селу је 1997. године живело 1.148 људи од којих је било 556 мушкараца и 582 жена. Старосна структура показала је да је у насељу највише било деце старости до 14 година која су имали удео од 49,3%. Након њих најзаступљенији су били житељи старости између 15 и 29 година (30,4%), потом 22,8% оних који су имали између 30 и 65 година. Најмање је било старих људи изнад 65 година старости који су чинили 2,8% сеоског становништва. Према процени ДЗС у Бардали је 2006. било око 1.600 људи.
Од укупног броја житеља, око 90% станоника чине избеглица из градова у близини израелског Беит Шеана и Бедуиниа.